# شهرستان چانگوو
شهرستان چانگوو (به لاتین: Changwu County) یک منطقهٔ مسکونی در چین است که در شیان‌یانگ واقع شده‌است. شهرستان چانگوو ۵۸۳ کیلومتر مربع مساحت و ۱۷۰٬۰۰۰ نفر جمعیت دارد.